# Judgment Night: Music from the Motion Picture
Judgment Night: Music from the Motion Picture è la colonna sonora del film Cuba libre - La notte del giudizio (Judgment Night) del 1993, pubblicata il 14 settembre dello stesso anno.
Essa ottenne un moderato successo nelle chart.

## Descrizione
La peculiarità di quest'album è che ogni canzone è il risultato della collaborazione tra degli artisti appartenenti al genere hip-hop con altri tipicamente rock, grunge e metal. Inizialmente doveva far parte dell'album anche il brano Can't Kill the Revolution, collaborazione tra i Rage Against the Machine e i Tool, ma fu scartata prima dell'uscita dell'album. Fallin', Another Body Murdered e Judgment Night furono pubblicate come singoli e accompagnate anche dal relativo video.
Il 23 agosto 2005 fu pubblicata a nome di Alan Silvestri una compilation contenente le musiche da lui realizzate per questo film, più tre pezzi non utilizzati.

## Tracce
1. Just Another Victim – 4:21 (Helmet & House of Pain)
2. Fallin' – 4:25 (Teenage Fanclub & De La Soul)
3. Me, Myself & My Microphone – 3:08 (Living Colour & Run DMC)
4. Judgment Night – 4:35 (Biohazard & Onyx)
5. Disorder – 4:57 (Slayer & Ice-T) – medley di 3 canzoni degli Exploited: War, UK '82 e Disorder
6. Another Body Murdered – 4:22 (Faith No More & Boo-Yaa T.R.I.B.E.)
7. I Love You Mary Jane – 3:49 (Sonic Youth & Cypress Hill)
8. Freak Momma – 3:57 (Mudhoney & Sir Mix-a-Lot)
9. Missing Link – 3:44 (Dinosaur Jr. & Del tha Funkee Homosapien)
10. Come and Die – 4:22 (Therapy? & Fatal)
11. Real Thing – 3:31 (Pearl Jam & Cypress Hill)